# Onești
Oneşti es una ciudad con estatus de municipia en el distrito de Bacău
 en Rumania, con una población de 51.681 habitantes. Es el lugar de nacimiento de la famosa gimnasta Nadia Comăneci.

## Historia
La ciudad fue fundada el 14 de diciembre de 1458, y fue nombrada en honor a Oana, la hija del rey Esteban III de Moldavia. A la muerte del líder comunista Gheorghe Gheorghiu-Dej en 1965, el nombre de la ciudad fue cambiado por el del fallecido dirigente. El nombre de Oneşti fue recuperado después de la caída del régimen en 1989.

## Geografía
Oneşti está situada en la depresión de Tazlău-Caşin, a una altitud de 175 metros sobre el nivel del mar.

## Cultura
San Nicolás es el santo patrono de la ciudad, cuyos habitantes son principalmente seguidores de la Iglesia ortodoxa rumana. El 6 de diciembre, día de San Nicolás, es el día municipal de Oneşti.